# Circuito Ricardo Tormo
O Circuito Ricardo Tormo (oficialmente chamado de  "Circuito de la Comunidad Valenciana Ricardo Tormo") é um circuito localizado em Cheste (Valência, Espanha). Possui uma pista com 4,005 km e tem capacidade para 120.000 espectadores, o nome é em homenagem ao piloto da MotoGP, Ricardo Tormo.

## História

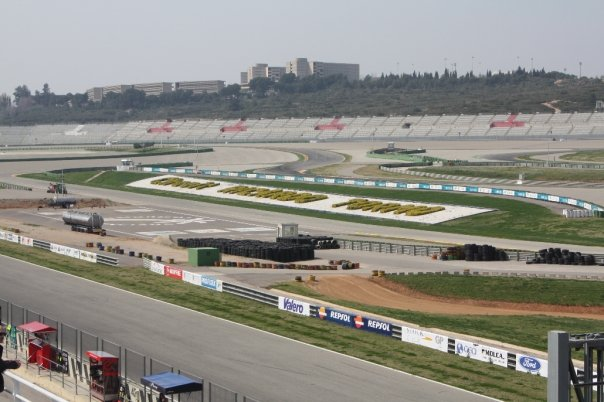
Vista do circuito.

O circuito foi inaugurado em 1999, é utilizada pelas equipes da Fórmula 1 para testes, por causa das temperaturas médias no inverno. Kimi Räikkönen registrou uma volta recorde não-oficial, testando pela McLaren-Mercedes, com o tempo de 1m 08.99seg. em 2004.
É também umas das etapas da MotoGP   ,sediando o GP da Comunidade Valenciana.  Em 2021, recebeu um ePrix da Fórmula E, com um outro traçado. 

## Mídia
O circuito está presente nos jogos Tourist Trophy, Gran Turismo (PSP), Alfa Romeo Racing Italiano, GTR Evolution e rFactor.